# (4241) Pappalardo
(4241) Pappalardo (1981 EX46) – planetoida z pasa głównego asteroid okrążająca Słońce w ciągu 5 lat i 22 dni w średniej odległości 2,95 j.a. Została odkryta 2 marca 1981 roku.